# Alioune Sarr (homme politique)
Ne doit pas être confondu avec Alioune Sarr (historien).
Pour les articles homonymes, voir Alioune Sarr et Sarr.
Alioune Sarr, né le 22 mars 1965 à Thiès, est un homme politique sénégalais, membre de l'AFP. 
Il est nommé, depuis avril 2019, ministre chargé du Tourisme et des transports aériens après avoir occupé le poste de ministre chargé du Commerce, de la consommation, du Secteur Informel et des pme entre février 2013 et mars 2019. Il est ingénieur en Informatique de gestion et titulaire d'un MBA en Administration des entreprises[réf. nécessaire].

## Biographie

### Carrière professionnelle dans l’administration centrale
Alioune SARR a été nommé dans le gouvernement de la République du Sénégal, le 14 février 2013, Ministre du commerce, de l'industrie et du secteur informel. Avant d’être nommé au gouvernement du Sénégal, il a été Directeur général de l’Agence Sénégalaise de Promotion des Exportations (ASEPEX).

### Carrière professionnelle dans le secteur privé

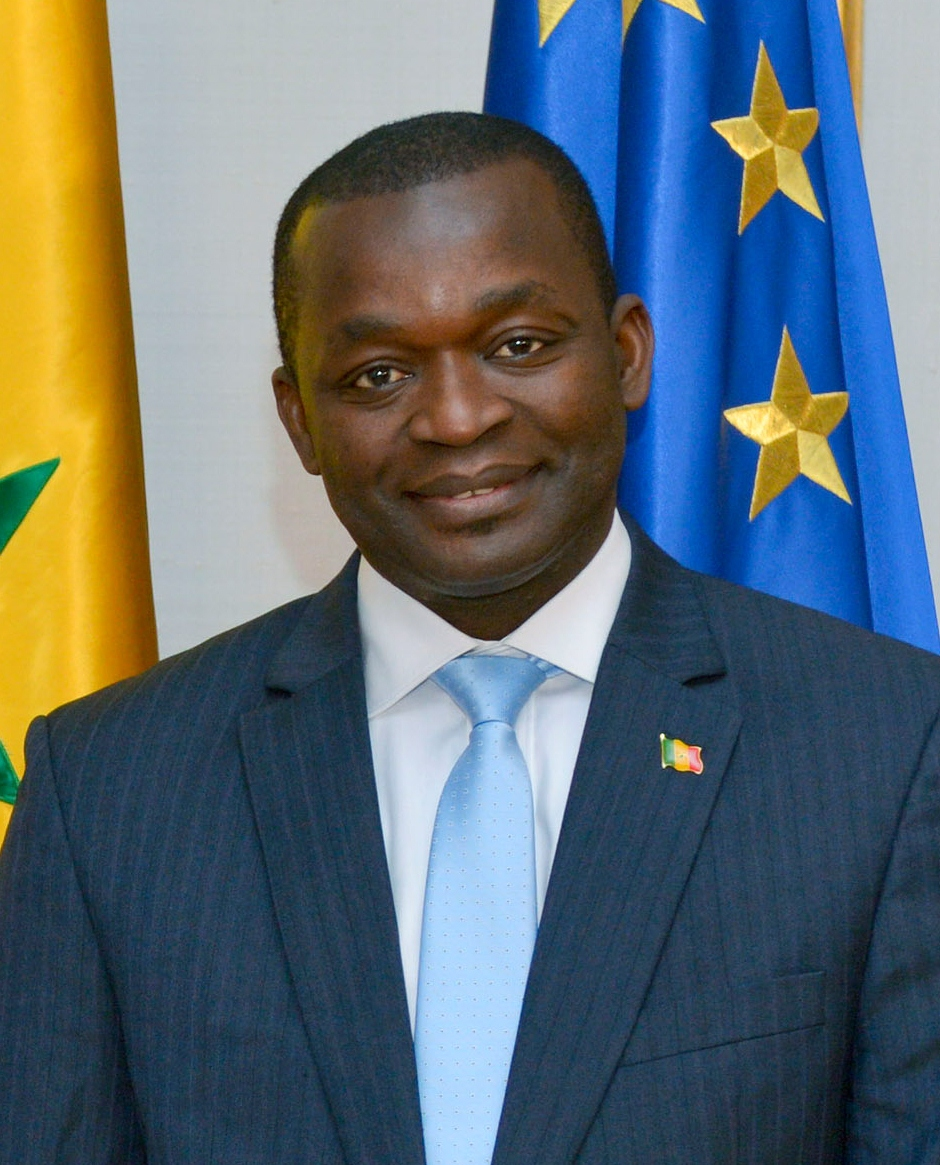
Alioune Sarr (Séville, 2014)

Alioune SARR est un ingénieur en Informatique de Gestion, titulaire d'un MBA en Administration des entreprises. 

### Expérience publique dans la gestion des collectivités locales
Alioune SARR est Maire de la Commune de Notto Diobasse depuis juin 2014[réf. nécessaire].
Auparavant, il a été élu Président du conseil rural de Notto Diobasse en mars 2009.

## Politique
Militant de l’Alliance des forces de progrès (AFP) – fondé par Moustapha Niasse, membre du bureau politique et Secrétaire national chargé du développement et des nouvelles technologies. Il est aussi responsable national des cadres de son parti, l’AFP.

## Expérience politique
- Avril 2019 : ministre du Tourisme et des transports aériens
- Juillet 2014 : maire de Notto Diobasse  - Commune rurale de 60 000 habitants
- Février 2013 : ministre chargé du commerce, du secteur informel et des PME
- Mars 2009 : président élu du Conseil rural de Notto Diobasse
- Juin 2006 : coordonnateur National de l’Alliance Nationale des Cadres de l’AFP
- Membre du bureau politique de l’AFP
- Secrétaire général de la délégation départementale de l’AFP à THIES
- Secrétaire National chargé des Nouvelles technologies et des télécommunications